# Waitomo Caves

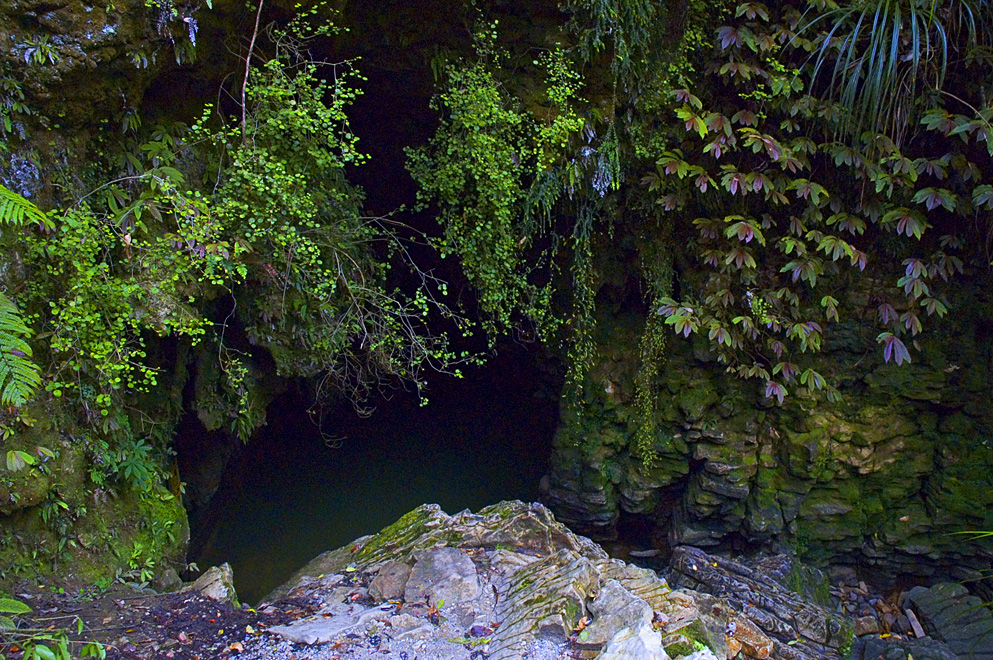
Der Eingang zu den „Waitomo Caves“

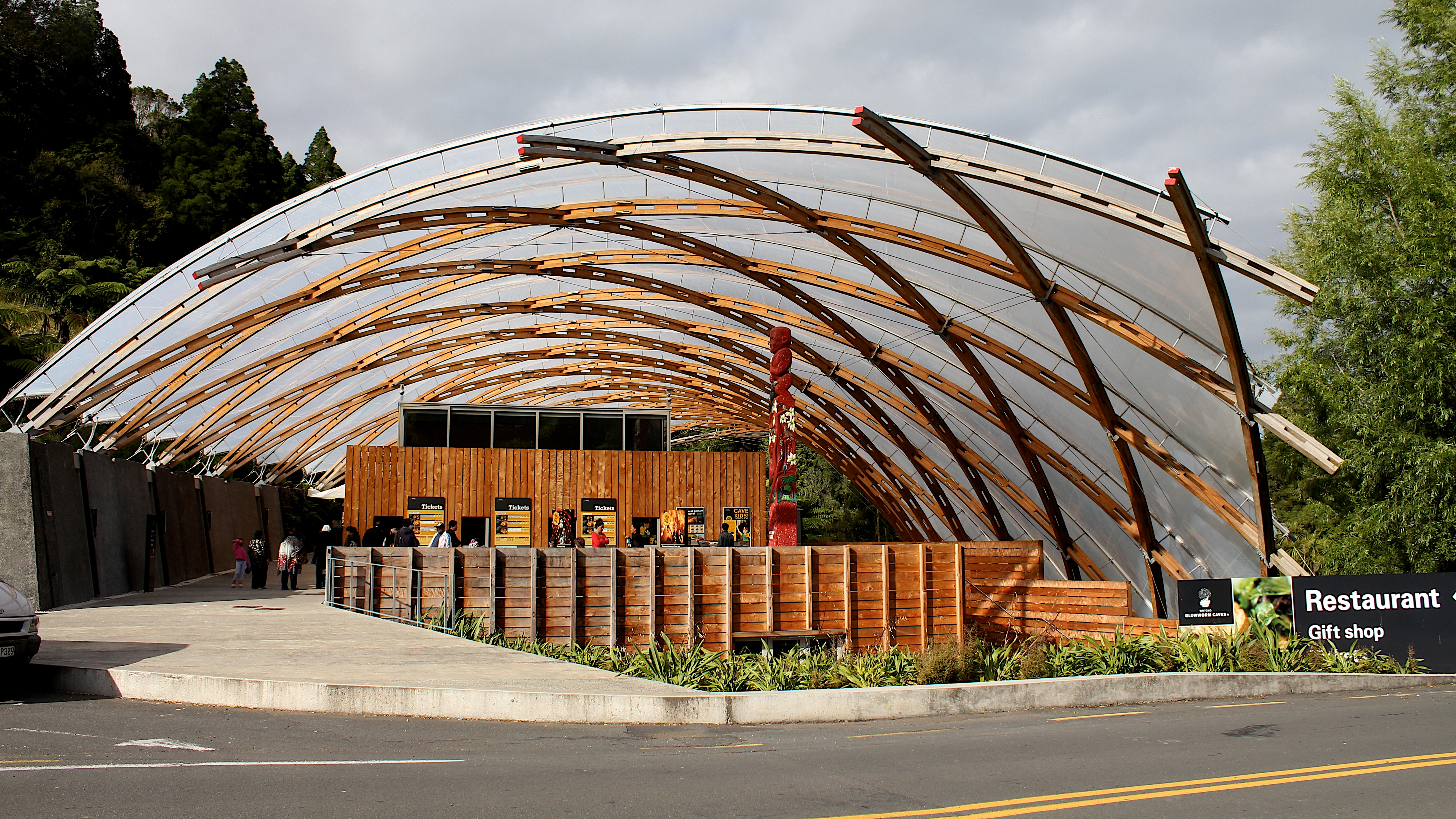
Besucherzentrum

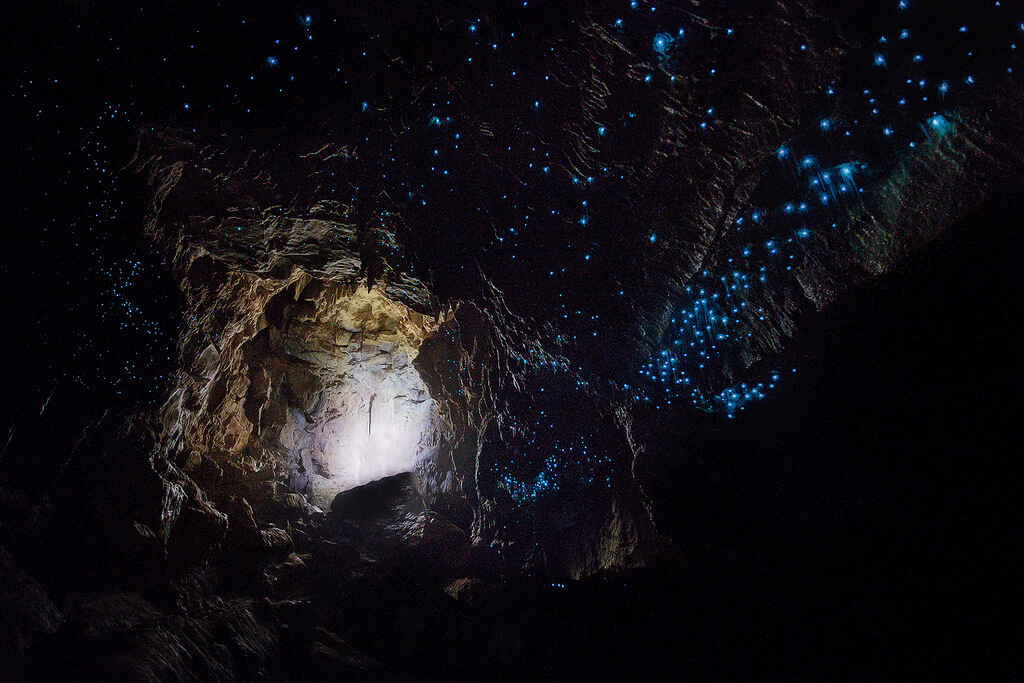
Waitomo Caves mit den berühmten „Glowworms“

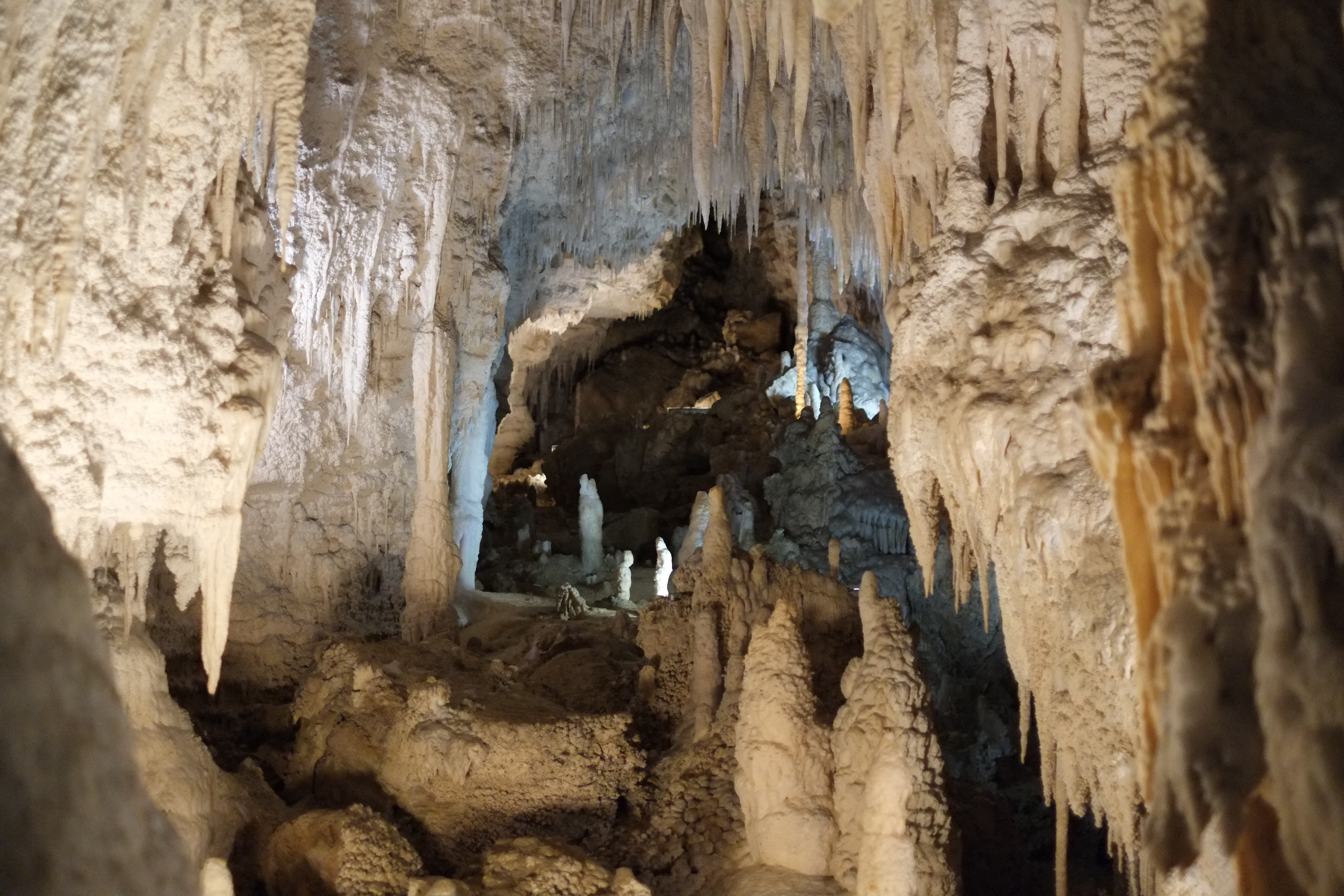
Stalaktiten in der Aranui Cave

Die Waitomo Caves befinden sich im südlichen Waitomo District der Nordinsel von Neuseeland, 12 km nordwestlich von Te Kūiti, am Te Araroa Trail.
Die Haupthöhlen sind Waitomo Cave, Ruakuri Cave und Aranui Cave.

## Waitomo Cave
Die Waitomo Cave ist berühmt für ihre sog. Glowworms (Arachnocampa luminosa, nicht zu verwechseln mit den deutschen Glühwürmchen). Dabei handelt es sich um durchsichtige wurmförmige Pilzmückenlarven, die an den Decken hängen. Diese lassen lange klebrige Fäden herunterhängen. Durch das bläuliche Licht werden Insekten angelockt, die sich in den Fäden verfangen. Die Larve holt den Faden mit der Beute anschließend ein. Das bläuliche Licht wird aus Luziferin mit Hilfe des Enzym Luziferase erzeugt.
Das Wort Waitomo kommt von den Māori-Wörtern wai (Wasser) und tomo (Doline oder Ponor).

## Ruakuri Cave
Der Name der Höhle „Höhle der Hunde“ leitet sich von einem Rudel verwilderter Hunde ab, das in ihr gelebt haben soll. Diese Höhle ist die größte der drei Höhlen. Von ihr aus kann man sich etwa 100 m zu der tiefer gelegenen Mangapu Cave abseilen. In der Höhle gibt es Glowworms und Tropfsteine. In der Höhle wurden Aufnahmen für den Film Der Navigator gemacht. Die Entdeckung der Höhle erfolgte 1904 durch James Holden.

## Aranui Cave
Die Aranui Cave ist die kleinste der drei Höhlen und etwa 2 km von der Waitomo Cave entfernt. In ihr gibt es keine Glowworms, dafür aber zahlreiche von der Decke herabhängende Stalaktiten. Sie wurde erst 1911 auf der Jagd von dem Maori Ruruku Aranui entdeckt.
Die Kalkstein-Höhlen sind beliebte Schauhöhlen, die mittels Booten befahren werden.